# Passow (Brandeburgo)
Passow è una frazione della città tedesca di Schwedt/Oder, nel Brandeburgo.

## Storia
La prima attestazione scritta della località ("Parsowe") risale al 1296; il luogo era fortificato almeno fino al 1355.
Nel 2022 il comune di Passow venne soppresso e aggregato alla città di Schwedt/Oder.

## Amministrazione
La frazione è amministrata da un "consiglio di frazione" (Ortsbeirat).